# Леон-Кортес (кантон)
Леон-Кортес (исп. León Cortés), также известен как Леон-Кортес-Кастро (исп. León Cortés Castro) — кантон в провинции Сан-Хосе Коста-Рики.

## География
Находится в центральной части провинции. Административный центр — Сан-Пабло.

## Округа
Кантон разделён на 6 округов:
1. Сан-Пабло
2. Сан-Андрес
3. Льяно-Бонито
4. Сан-Исидро
5. Санта-Крус
6. Сан-Антонио